# 고 포인트
《고 포인트: 선택과 결정의 힘》은 와튼 스쿨의 마이클 유심 교수가 2010년에 출간한 도서이다. 한국어판은 안진환이 번역 2010년 9월에 한국경제신문에서 발행했다.

## 줄거리
고 포인트(Go Point)란 중대한 결정의 순간 '예스(Yes)' 또는 '노(No)'의 선택이 이루어지는 바로 그 찰나를 말한다. 생각이 행동으로 이동하는 바로 그때 중립적인 태도를 버리고 어느 쪽인지 결정해야 하는 시간이다. 
이 책은 우리가 '고 포인트'의 상황에 직면했을 때 사용할 수 있는 결단의 기술과 실행방법을 소개하고 있다. 저자인 마이클 유심(Michael Useem) 교수는 '고 포인트'에 직면했던 사람들의 머리와 가슴속으로 독자들을 인도해 그들의 경험 그리고 우리 자신의 경험을 토대로 의사결정의 기본틀, 즉 실로 중요한 순간에 결단을 내리는 데 필요한 원칙과 도구를 만들어주고 있다.
유심 교수는 수년 동안 의사결정권자들을 대상으로 수많은 인터뷰를 진행했다. 인터뷰에서 저자는 각각의 개인들에게 '주변 사람들이나 소속된 사람들에게 영향을 미친 결정'에 대해 설명하고 분석해달라고 요청했다. 인터뷰에 참여한 사람들은 나사의 우주비행사, 미국 해병대 대령, 흉부외과 전문의, 성공회 주교, 학교 교사, 기업 경영인 등 다양한 직업의 사람들이었다. 이들을 통해 저자는 개인이나 기업조직 나악 국가에 이르기까지 거듭 나타나는 '고 포인트'의 현명한 결정방식을 관찰했고 그 결과를 이 책에 담았다. 인터뷰와 관찰 결과 뿐 아니라, 위기의 순간 무엇을 선택하고 어떻게 결정할지 알려주는 결단의 기술과 그 실행방법도 제시한다. 그러기 위해 저자는 독자를 지구에서 가장 험난한 장소로 안내한다. 몬태나 지역의 산불 현장, 히말라야 최고봉, 기업 이사회 회의실, 남북전쟁의 격전지 등으로 독자들을 초대해 실제 '고 포인트'의 상황을 경험케 해주고 현명한 결정이 내려지는 과정을 생생히 전달하고 있다. 

## 출판 정보
한국
ISBN 9788947527699